# 1930–1939
| 1920–1929 | 1930 | 1931 | 1932 | 1933 | 1934 | 1935 | 1936 | 1937 | 1938 | 1939 | 1940–1949 |

Roky 1930–1939, souhrnně zvané 30. léta 20. století, jsou charakterizovány především všeobecnou hospodářskou krizí, nástupem autoritativních režimů v řadě zemí světa a nakonec vypuknutím druhé světové války.
Světová krize začala 24. října 1929 v USA, kdy byl vyhlášen krach na newyorské burze. Tomuto dni se také říká Černý pátek nebo Černý čtvrtek, podle toho, v jakém časovém pásmu se to počítá. Jako první zkrachoval automobilový průmysl, později strojírenství, hutnictví a další průmyslová odvětví. Krize se velice rychle rozšířila do celého světa.
V Evropě na tom bylo nejhůře Německo.

## Věda a technika
Švýcarský chemik Albert Hofmann v roce 1938 syntetizoval LSD a objevil jeho psychoaktivní účinky. Tento objev později ovlivnil nejen psychiatrii, ale i kulturní scénu.
Roku 1939 vzlétl Heinkel He 178, první letoun s proudovým motorem. Tento motor vyvinul současně německý inženýr Hans von Ohain a britský konstruktér Frank Whittle a zásadně změnili budoucnost letectví. Skotský fyzik Robert Watson-Watt zkonstruoval v roce 1935 první prakticky použitelný radarový systém, který se stal klíčovým pro leteckou navigaci a později pro vojenské účely.
V roce 1935 americká firma Kodak začala prodávat první barevný fotografický film Kodachrome. O rok později zahájila BBC pravidelné televizní vysílání a odstartovala éru masové televizní zábavy.
V astronomii došlo k významnému objevu, když americký astronom Clyde Tombaugh v roce 1930 objevil Pluto, které bylo po desetiletí považováno za devátou planetu sluneční soustavy.
Chemický průmysl zaznamenal převratný objev v roce 1935, kdy americký chemik Wallace Carothers vynalezl nylon, první skutečně syntetické vlákno, které zahájilo revoluci v textilním průmyslu a spotřebním zboží.
Němečtí fyzici Ernst Ruska a Max Knoll vyvinuli první elektronový mikroskop.

## 30. léta v Československu

### Československá kultura ve 30. letech
Mezi nejlépe divácky hodnocené české filmy ze 30. let patří filmy Martina Friče (Cesta do hlubin študákovy duše, Škola základ života, Kristian, Eva tropí hlouposti, Anton Špelec, ostrostřelec, Mravnost nade vše, Ať žije nebožtík, Život je pes), Karla Lamače (U pokladny stál..., Ducháček to zařídí), Huga Haase (Bílá nemoc) a Otakara Vávry (Dívka v modrém).
Vycházely knihy jako Válka s Mloky, Devatero pohádek, Dášeňka čili život štěněte, Hovory s T. G. Masarykem, Hordubal od Karla Čapka, Nikola Šuhaj loupežník od Ivana Olbrachta, Petrolejové lampy od Jaroslava Havlíčka, Hoši od Bobří řeky od Jaroslava Foglara, Osada Havranů od Eduarda Štorcha nebo Malý Bobeš od Josefa Věromíra Plevy.

## Hlavy států a političtí lídři
- Francie
  - prezident: Gaston Doumergue (1924–1931), Paul Doumer (1931–1932), Albert Lebrun (1932–1940)
- Sovětský svaz
  - Generální tajemník ÚV KSSS: Josif Vissarionovič Stalin (1922–1952)
- Spojené království
  - král: Jiří V. (1910–1936), Eduard VIII. (1936), Jiří VI. (1936–1952)
  - premiér: Ramsay MacDonald (1929–1935), Stanley Baldwin (1935–1937), Neville Chamberlain (1937–1940)
- Spojené státy americké
  - prezident: Herbert Hoover (1929–1933), Franklin Delano Roosevelt (1933–1945)
- Vatikán
  - papež: Pius XI. (1922–1939), Pius XII. (1939–1958)
- Československo / Protektorát Čechy a Morava
  - prezident: Tomáš Garrigue Masaryk (1918–1935), Edvard Beneš (1935–1938), státní prezident: Emil Hácha (1939–1945)
  - premiér: František Udržal (1929–1932), Jan Malypetr (1932–1935), Milan Hodža (1935–1938), Jan Syrový (1938), Rudolf Beran (1938–1939), protektorátní premiér: Alois Eliáš (1939–1941)
- Německo
  - prezident: Paul von Hindenburg (1925–1934)
  - říšský kancléř: Hermann Müller (1928–1930), Heinrich Brüning (1930–1932), Franz von Papen (1932), Kurt von Schleicher (1932–1933), Adolf Hitler (1933–1945)
- Polsko
  - prezident: Ignacy Mościcki (1926–1939)
- Rakousko
  - prezident: Wilhelm Miklas (1928–1938)
  - spolkový kancléř: Johann Schober (1929–1930), Carl Vaugoin (1930), Otto Ender (1930–1931), Karl Buresch (1931–1932), Engelbert Dollfuss (1932–1934), Kurt Schuschnigg (1934–1938), Arthur Seyß-Inquart (1938)

## Narození a úmrtí
Během tohoto desetiletí se narodili politici Václav Havel, Michail Gorbačov, Boris Jelcin, Madeleine Albrightová, Karel Schwarzenberg, Saddám Husajn a Akihito, spisovatelé Ota Pavel, Jiří Stránský a Umberto Eco, umělci Elvis Presley, Jean-Paul Belmondo, Johnny Cash, Roman Polański, Alain Delon, Karel Gott, Miloš Forman, Jiřina Bohdalová, Zdeněk Svěrák a Waldemar Matuška i osobnosti Neil Armstrong, Jurij Gagarin a papež František.
Zemřeli politici Jiří V., Paul von Hindenburg, Mustafa Kemal Atatürk, Tomáš Garrigue Masaryk, Karel Kramář a Antonín Švehla, spisovatelé Arthur Conan Doyle, Howard Phillips Lovecraft, Rudyard Kipling, Maxim Gorkij, Karel Čapek, Viktor Dyk a Alois Jirásek, umělci Alfons Mucha, Ema Destinnová a Josef Suk starší či další osobnosti jako Sigmund Freud, Marie Curie-Skłodowská, Thomas Alva Edison, Ivan Petrovič Pavlov, Tomáš Baťa, Adolf Loos a Jan Opletal.